# Hunter Killer
Hunter Killer è un romanzo di Patrick Robinson.

## Trama
Un ambizioso principe saudita ambisce a raggiungere il controllo delle risorse petrolifere mediorientali e per fare ciò non esita a scatenare una guerra. Per realizzare il suo piano si avvale della collaborazione di uno dei più spietati mercenari del mondo, detto il "Cacciatore" e di una vecchia conoscenza dei servizi segreti USA, il rinnegato, traditore ex comandante della SAS britannica, Ravi Rashood, generale di Hamas. Il Governo USA per fronteggiare la nuova minaccia richiama dalla pensione l'Ammiraglio Morgan, che guida una furibonda ricerca dei due spietati killer. Dal mare i leggendari sottomarini "Hunter Killer" e dalla terre le forze speciali iniziano una feroce caccia a coloro che hanno giurato eterna guerra al Grande Satana.

## Edizioni
- Patrick Robinson, Hunter Killer, Longanesi, 2007,  p. 516.